# Marianowo (Kuligowo)
Marianowo – przysiółek wsi Kuligowo w Polsce, położony w województwie lubuskim, w powiecie międzyrzeckim, w gminie Międzyrzecz. Wchodzi w skład sołectwa Kuligowo.
W latach 1975–1998 przysiółek administracyjnie należał do województwa gorzowskiego.
Miejscowość nosiła niemiecką nazwę Marienhof. Polską nazwę Gumniska wprowadzono oficjalnie 13 maja 1949 roku. Od 1 stycznia 2004 roku obowiązuje nazwa Marianowo.